# Шмидт, Яков Павлович
Яков Павлович Шмидт (при рождении Яков Фавелевич Гольдшмид; 11 (23) августа 1897 — 26 октября 1937) — советский государственный и хозяйственный деятель, в 1930—1931 годах управляющий Магнитостроя, с 1931 года член Президиума и член коллегии ВСНХ СССР.

## Биография
Родился 11 августа (по старому стилю) 1897 года в Одессе. Родители — бельцкий мещанин Фавель Нухимович Гольдшмид (1861—1917) и Ита (Гита, Густа) Срулевна Гольдшмид (в девичестве Фишбейн, 1872—?), дочь мещанина Коростышевского общества Радомысльского уезда. Родители, проживавшие на Екатерининской улице, дом № 65, заключили брак в Одессе 6 января 1893 года и работали на табачной фабрике. Единоутробные братья — Исай Павлович Шмидт и Осип Павлович Осипов-Шмидт. В семье росли также дети от первого брака отца.
Образование: начальная школа (1910), вечерняя школа (1914), художественное училище (1917), Высший архитектурно-строительный институт (1931).
С 1912 года работал в типографии, на стройке. Член РКП(б) с 1919 года (в 1918—1919 годах член партии левых эсеров — боротьбистов).
Участник Гражданской войны. В 1918—1919 годах на подпольной работе в Екатеринославе и Одессе.
С 1920 года на различных руководящих хозяйственных должностях. В 1930—1931 управляющий Магнитостроя.
С 1931 года член Президиума и член коллегии ВСНХ СССР, управляющий Союзстандартстроем Наркомата тяжёлой промышленности, начальник Главторфа НКТП.
Арестован 10 августа 1937 года, приговорён к расстрелу 26 октября и в тот же день расстрелян. Место захоронения Донское кладбище, могила 1. Реабилитирован 17 ноября 1954 года определением Военной коллегии Верховного суда СССР.